# Isa Silveira Leal
Isa Silveira Leal, más conocida como Isa Leal (Santos, 20 de febrero de 1910 - São Paulo, 5 de abril de 1988) fue una escritora, traductora, guionista y periodista de radio y televisión brasileña. Hija del también escritor Valdomiro Silveira —autor de Os Caboclos, Nas Serras e nas Furnas y Mixuangos— estuvo casada con el médico y escritor Alberto Leal, con quien colaboró en algunos trabajos como por ejemplo en A guerra dos teimosos.
Comenzó su carrera como traductora de libros y textos, y en 1948 comenzó a trabajar en Rádio Difusora de São Paulo como productora. Escribió su primera novela en 1956 bajo el título A Rainha do Rádio, mientras que durante su carrera abordó generalmente textos adscritos a la literatura juvenil. Como Rádio Difusora era parte de la Diários Associados, uno de los principales conglomerados de medios de comunicación de Brasil, pronto comenzó a incursionar en la redacción de guiones de novelas para la televisión.
Ganó el Premio Jabuti de Literatura en tres ocasiones con los libros O Menino de Palmares, O Único Amor de Ana Maria y Glorinha. Además, O Pescador Vai ao Mar recibió el título del mejor libro de poesía en 1987 por parte de la Asociación Paulista de Críticos de Arte.
Como periodista, trabajó durante más de 20 años en el periódico Folha de S. Paulo, mientras que como traductora, abordó textos de William Shakespeare, Pearl S. Buck y André Gide.

## Obra
- Sem cachimbo nem bone (1981, 1982, 1983, Brasiliense).
- Adriana, repórter (1986, Ed. Nacional).
- Glorinha e a sereia (1986, IBRASA).
- Glorinha bandeirante (1985, IBRASA).
- Glorinha e o mar (1984, IBRASA).
- Elas liam romances policiais (1981, 1982, 1983, Brasiliense).
- O barco e a estrela (1981, 1982, 1983, Brasiliense).
- O menino de Palmares (1981, 1982, Brasiliense).
- O rastro (1978, 1981, 1982, 1983, Brasiliense).
- O pescador vai ao mar (1987, Edições Paulinas).
- Misterio na morada do sol 1990, Moderna).
- Um lobo tão pouco lobo! (1987, 1990, Edicoes Paulinas).

### Traducción
Os subterraneos do Vaticano de André Gide (1982, Abril Cultural).